# Jay Asforis
Jay Perry Asforis (Chigwell, Essex, Inglaterra, 30 de octubre de 1989) es un cantante y actor británico, más conocido por haber sido miembro del grupo pop S Club 8.

## Carrera

### Primeros trabajos
Jay Asforis hizo su debut artístico en el año 1999, en un musical en el teatro "Aldwych Theatre" del complejo de los famosos teatros "West End", llamado "Whistle Down the Wind". La obra duró hasta el año 2000, fue producida por Andrew Lloyd Webber, y contó también con la actriz Hannah Tointon de "Hollyoaks" y el actor Matthew James Thomas de "Britannia High".

### S Club 8
Jay no se presentó físicamente a las audiciones para formar parte de S Club Juniors, sino que envió un video de él cantando a S Club 7, que le permitió llegar a las audiciones finales. Así, quedó en el grupo, que sería renombrado S Club 8 en 2003 (tras la separación de S Club 7) y I Dream en 2004 (con el inicio de su serie de televisión, "I Dream"). A principios de 2005, tras haber lanzado 3 álbumes y 8 sencillos, la banda se disolvió.

## Vida personal
Jay estudió artes escénicas en el colegio "The Susi Earnshaw Theatre School". Por otro lado, se educó en la escuela "Roding Valley High School".